# Starz (Fernsehsender)
Starz (Eigenschreibweise STARZ, ursprünglich Starz!, von 2005 bis 2016 starz) ist ein 1994 gegründeter US-amerikanischer Pay-TV-Sender von Kabel- und Satellitenfernsehen, der das Kerngeschäft der Mediengruppe Starz Inc. bildet.
Starz gilt als wichtigster Sender des Unternehmens, obwohl die Schwester Encore drei Jahre früher gegründet wurde. Das Programm von Starz besteht hauptsächlich aus Kinofilmen und Erstausstrahlungen von Fernsehserien. Die Zentrale des Senders liegt zusammen mit denen seiner Schwestern Encore und MoviePlex auf dem Meridian International Business Center Complex in Meridian, Colorado.

## Geschichte

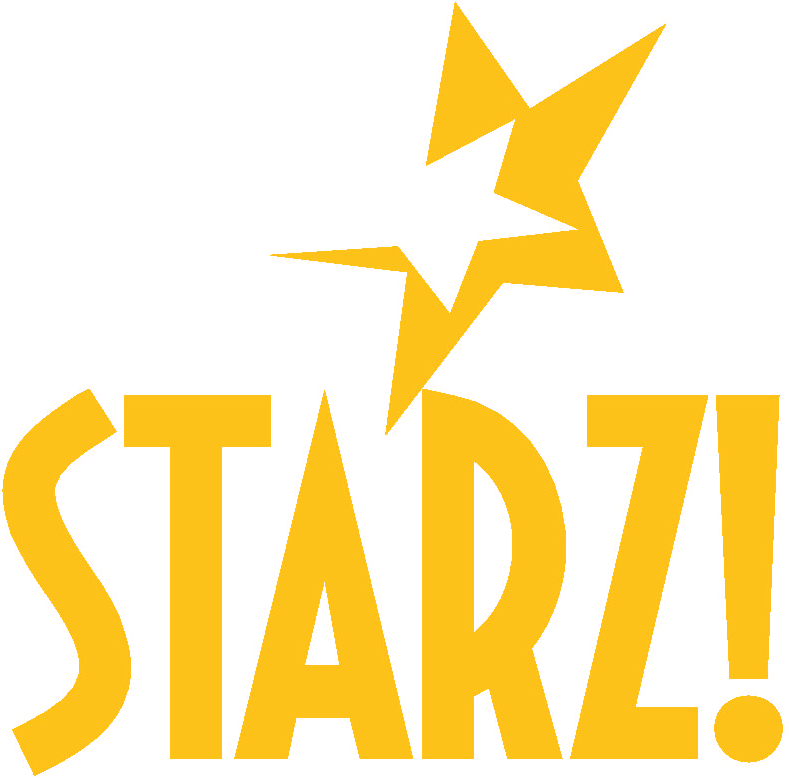
Logo von 1994 bis 2005

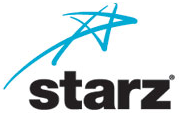
Logo von 2005 bis 2008

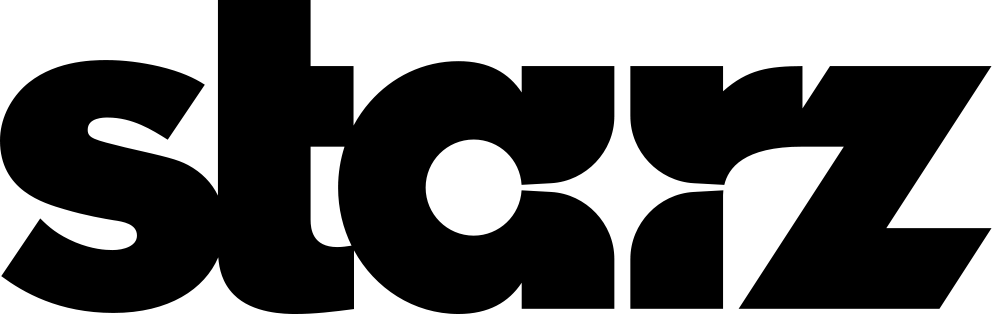
Logo von 2008 bis 2016

Logo von 2016 bis 2022

Starz! gab am 1. Februar 1994 über das Kabelnetz der Tele-Communications Inc. (TCI) sein Debüt. Die ersten ausgestrahlten Filme waren Der Duft der Frauen und The Crying Game. Der Sender wurde ursprünglich als Joint Venture zwischen TCI und Liberty Media geführt, die beide unter dem Einfluss John Malones standen. TCI hielt mit 50,1 % der Aktien die Mehrheit am Sender.
Das Netzwerk begann als Teil eines sieben-kanäligen Bouquets von Encore. Dieses Bouquet sollte ursprünglich nur aus sechs Kanälen bestehen, doch nachdem ein Vertrag Encore im Jahr 1993 die Ausstrahlungsrechte an aktuellen Kinofilmen von Universal Pictures zusicherte, wurde im folgenden Jahr ein weiterer Kanal hinzugefügt, der HBO und Showtime Konkurrenz machen sollte.
Starz! sendete anfangs, dem Nummerierungssystem Encores folgend, unter dem Namen Encore 8, obwohl Starz! vor den anderen sechs Kanälen den Betrieb aufnahm, die zwischen Juli und September 1994 folgten.
Der Sender konzentrierte sich damals auf aktuellere Filme als sein Schwestersender Encore, der Filme der 1960er bis 1980er Jahre sendete. Außer den Senderechten an Filmen von Universal Pictures besaß Starz! anfangs auch die Fernsehrechte an Veröffentlichungen von Carolco Pictures, Fine Line Features, dessen Schwesterstudio New Line Cinema und der zu Disney gehörenden Miramax Films, Touchstone Pictures und Hollywood Pictures, jedoch wurden Filme dieser Studios bis 1997 nicht gesendet. Der Kanal sendete nicht jugendfreien Inhalt ausschließlich spätabends oder nachts.
Anfangs beschränkte sich die Verfügbarkeit der Starz-Kanäle auf das Kabelnetz TCIs, bis 1995 ein Vertrag mit Continental Cablevision geschlossen wurde.
Der Sender gewann an Bedeutung, als Comcast einem Vertrag 1997 folgend Starz in Pennsylvania und New Jersey anbot (um das eingestellte PRISM zu ersetzen). In den frühen 2000ern war Starz! in den meisten großen US-amerikanischen Kabel- und Satelliten-Netzen vertreten, begünstigt durch die Verbreitung des Digitalfernsehens.
Am 1. Juli 2016 wurde Starz vom kanadischen Medienunternehmen Lions Gate für 4,4 Milliarden US-Dollar gekauft.

## Kanäle
Anbieterabhängig können bis zu zwölf Kanäle von Starz empfangen werden – sechs davon senden 24 Stunden am Tag und sind sowohl in Standard Definition (SDTV) als auch in High Definition (HDTV) verfügbar. Darüber hinaus existiert das Video-on-Demand-Angebot „Starz on Demand“.
Die Pay-TV-Angebote von Starz, Encore und MoviePlex, die alle zur Mediengruppe Starz Inc. gehören, sind voneinander unabhängig. Dennoch werden Encore und MoviePlex häufig in einem Paket mit Starz verkauft.
- Starz, der Hauptkanal. Starz sendet beliebte und aktuelle Filme von Blockbustern über Independentfilme bis zu internationalen Filmen.
- Starz Cinema sendet seit 1999 Klassiker, Filme außerhalb des Mainstreams und Avantgardefilme.
- Starz Comedy konzentriert sich auf unbeschwerte Filme von Slapstick über romantische Komödien zu Dramedies. Der Kanal löste 2005 Starz! Kids ab.
- Starz Edge sendet auf 18- bis 34-Jährige (die „new generation“) zugeschnittene Filme.
- Starz InBlack konzentriert sich auf Filme des Black Cinema, darunter sowohl aktuelle als auch Kultfilme.
- Starz Kids & Family sendet werbefreie Familienfilme sowie Kinderserien (teils animiert). Der Kanal entstand 2005 aus dem Zusammenschluss von Starz! Family und Starz! Kids.

## Programm (Auswahl)

### Aktuelle Serien
- seit 2014: Outlander
- seit 2021: BMF

### Ehemalige Serien
- 2005–2007: Hollywood Residential
- 2005–2010: Martin Lawrence Presents 1st Amendment Stand-up
- 2007: The Bronx Bunny Show
- 2007–2009: Head Case
- 2009: L.A. Crash (Crash)
- 2009–2010: Party Down
- 2010: Gravity
- 2010: Die Säulen der Erde (The Pillars of the Earth)
- 2010–2013: Spartacus
- 2011: Torchwood (4. Staffel)
- 2011: Camelot
- 2011: Spartacus: Gods of the Arena
- 2011–2012: Boss
- 2012–2013: Magic City
- 2013–2015: Da Vinci’s Demons
- 2013: The White Queen
- 2014–2017: Black Sails
- 2014–2020: Power
- 2015–2016: Blunt Talk
- 2015–2018: Ash vs Evil Dead
- 2015: Flesh and Bone
- 2015–2017: Survivor’s Remorse
- 2017: The White Princess
- 2017–2019: Counterpart
- 2017–2021: American Gods
- 2018–2020: Vida
- 2019: Now Apocalypse
- 2019–2020: The Spanish Princess
- 2022: Gaslit